# Nicolas Appert
Nicolas Appert, född 1749 i Châlons-en-Champagne, död 1841 i Massy, var en fransk uppfinnare. Han fick chansen att vinna 15 000 franc av Napoleon Bonaparte om han kom på en uppfinning som kunde förvara maten bättre under krigen.

## Fotnoter
1. ↑  Base biographique, Bibliothèque interuniversitaire de santé, BIU Santé person-ID: 250.[källa från Wikidata]